# Saint-Pierre-d'Entremont (Orne)
Pour les articles homonymes, voir Saint-Pierre-d'Entremont.
Saint-Pierre-d'Entremont est une commune française, située dans le département de l'Orne en région Normandie. En 2022, elle comptait 659 habitants.

## Géographie
La commune est aux confins du Bocage flérien et du Bocage virois, à proximité également de la Suisse normande. Son bourg est à 6 km au sud de Vassy, à 8 km au nord-est de Tinchebray, à 9,5 km au sud-ouest de Condé-sur-Noireau et à 10 km au nord-ouest de Flers.
Le bourg est au croisement des routes départementales nos 18 et 911 (ancienne route nationale 811). La D 911 relie Tinchebray au sud-ouest à Condé-sur-Noireau au nord-est et la D 18 permet de rejoindre Vassy au nord et Flers au sud-est. L'accès à la commune se fait généralement par une de ces quatre voies.
Saint-Pierre-d'Entremont est dans le bassin de l'Orne, par son sous-affluent le Noireau qui délimite le territoire au sud. Son propre affluent, la Diane marque la limite ouest et un affluent plus modeste la limite est. Une frange nord-est livre ses eaux à un sous-affluent de la Druance, autre affluent du Noireau.

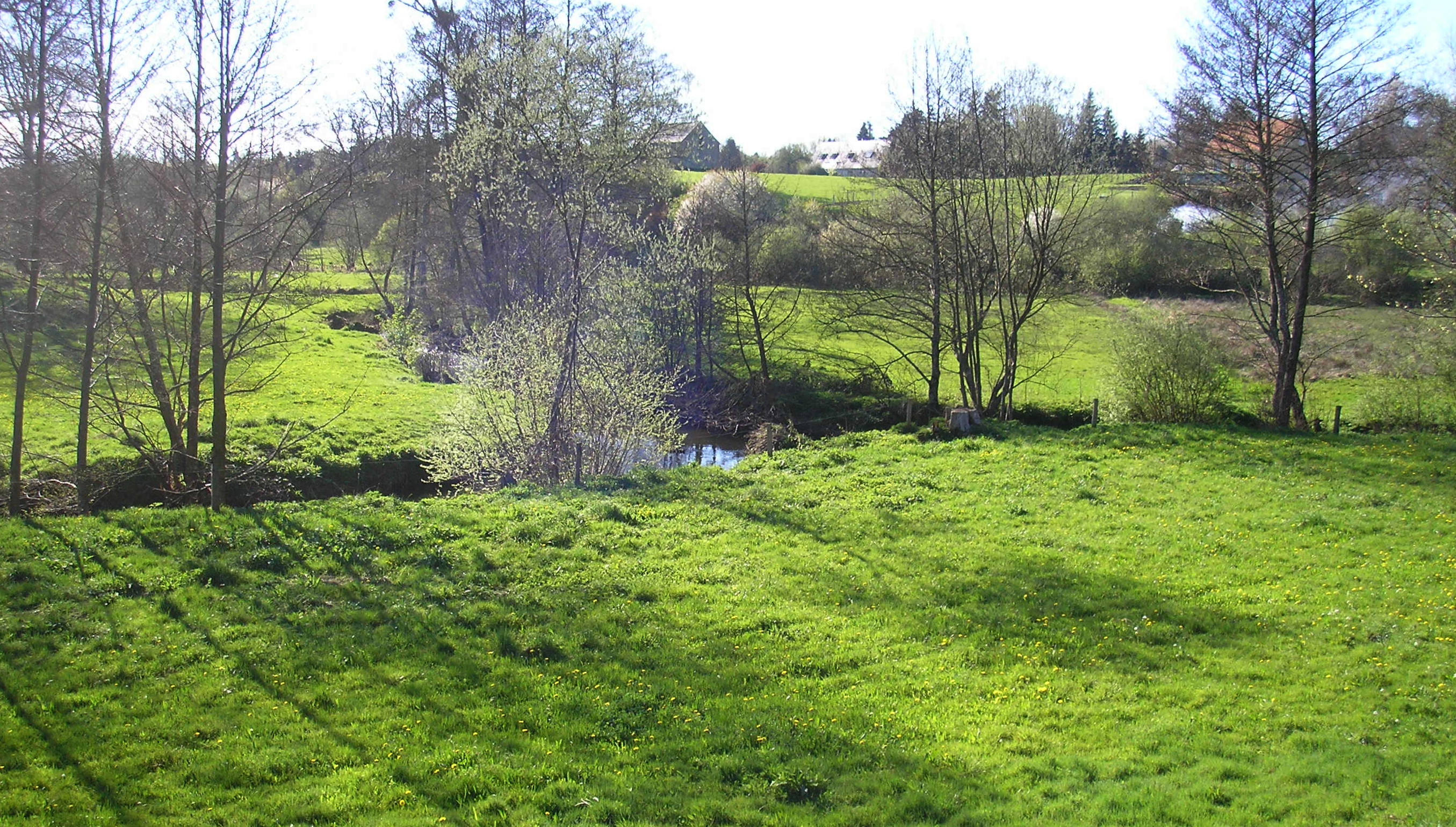
Le confluent de la Druance et du Noireau.

Le point culminant (216 m) se situe au nord, près du lieu-dit la Londe. Le point le plus bas (106 m) correspond à la sortie du Noireau du territoire, au sud-est. La commune est bocagère.
Le climat est océanique, comme dans tout l'Ouest de la France. La station météorologique la plus proche est Caen-Carpiquet, à 45 km, mais Alençon-Valframbert et Granville-Pointe du Roc sont à moins de 70 km. Le Bocage flérien s'en différencie toutefois pour la pluviométrie annuelle qui, à Saint-Pierre-d'Entremont, avoisine les 950 mm.
| Moncy                                                                | Moncy                                               | Condé-en-Normandie (comm. dél. de Saint-Germain-du-Crioult, Calvados, par un angle), Caligny |
| Montsecret-Clairefougère (comm. dél. de Clairefougère et Montsecret) | Saint-Pierre-d'Entremont                            | Caligny                                                                                      |
| Montsecret-Clairefougère (comm. dél. de Montsecret)                  | Montsecret-Clairefougère (comm. dél. de Montsecret) | Cerisy-Belle-Étoile                                                                          |

### Hydrographie
La commune est située dans le bassin Seine-Normandie. Elle est drainée par le Noireau, la Diane, le fossé 01 de la Tournerie et divers autres petits cours d'eau.
Le Noireau, d'une longueur de 43 km, prend sa source dans la commune de Saint-Christophe-de-Chaulieu et se jette  dans l'Orne à Ménil-Hubert-sur-Orne, après avoir traversé 15 communes. Les caractéristiques hydrologiques de le Noireau sont données par la station hydrologique située sur la commune de Saint-Pierre-d'Entremont. Le débit moyen mensuel est de 1,85 m3/s. Le débit moyen journalier maximum est de 19,5 m3/s, atteint lors de la crue du 5 janvier 2001. Le débit instantané maximal est quant à lui de 23,9 m3/s, atteint le même jour.

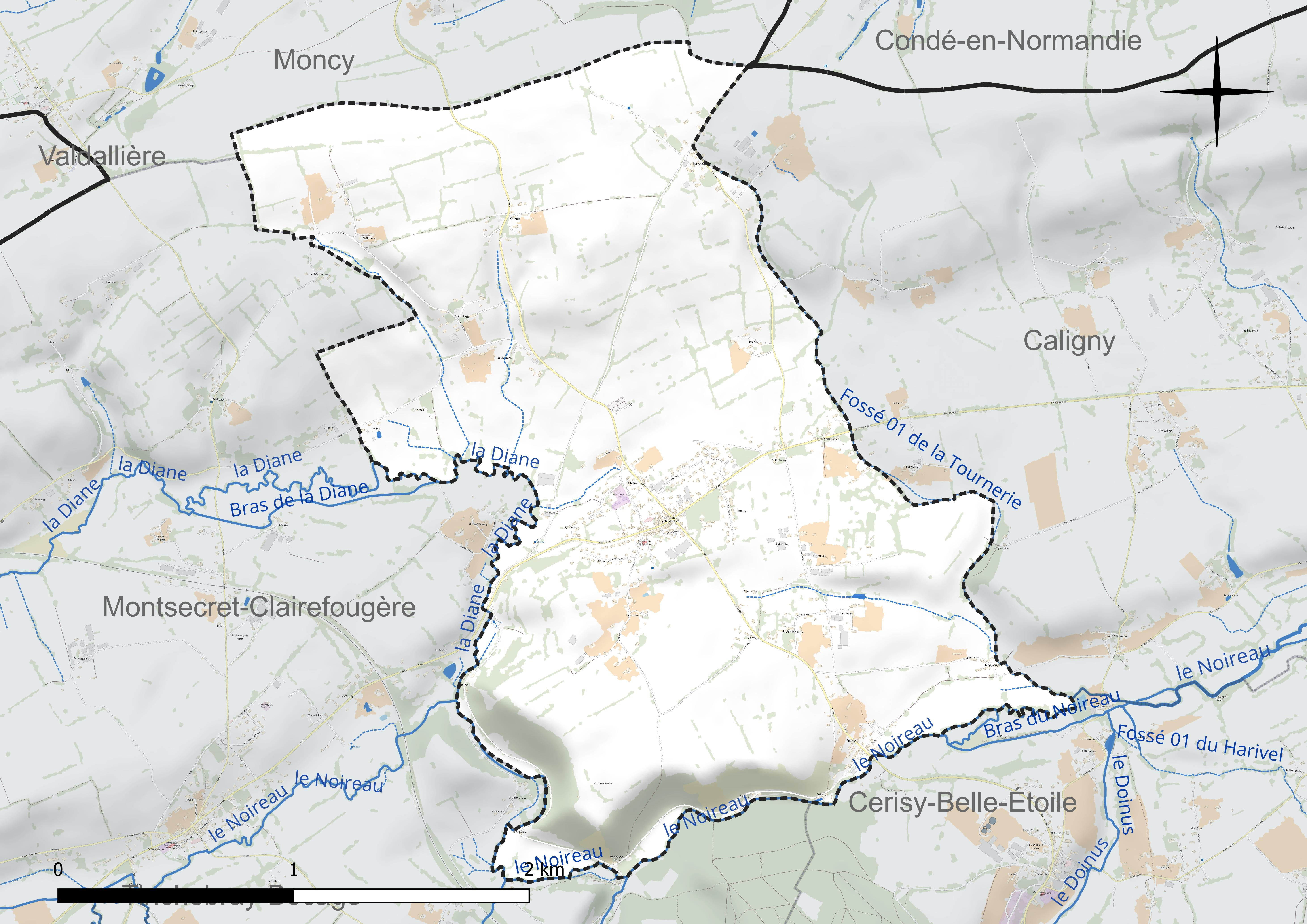
Réseau hydrographique de Saint-Pierre-d'Entremont.

La Diane, d'une longueur de 18 km, prend sa source dans la commune de Vire Normandie et se jette  dans le Noireau à Montsecret-Clairefougère, après avoir traversé quatre communes. 

### Climat
Pour des articles plus généraux, voir Climat de la Normandie et Climat de l'Orne.
En 2010, le climat de la commune est de type climat océanique franc, selon une étude du CNRS s'appuyant sur une série de données couvrant la période 1971-2000. En 2020, Météo-France publie une typologie des climats de la France métropolitaine dans laquelle la commune est exposée à un climat océanique et est dans la région climatique Normandie (Cotentin, Orne), caractérisée par une pluviométrie relativement élevée (850 mm/a) et un été frais (15,5 °C) et venté. Parallèlement le GIEC normand, un groupe régional d’experts sur le climat, différencie quant à lui, dans une étude de 2020, trois grands types de climats pour la région Normandie, nuancés à une échelle plus fine par les facteurs géographiques locaux. La commune est, selon ce zonage, exposée à un « climat contrasté des collines », correspondant au Bocage normand, bien arrosé, voire très arrosé sur les reliefs les plus exposés au flux d’ouest, et frais en raison de l’altitude.
Pour la période 1971-2000, la température annuelle moyenne est de 10,5 °C, avec une amplitude thermique annuelle de 12,7 °C. Le cumul annuel moyen de précipitations est de 879 mm, avec 13 jours de précipitations en janvier et 8 jours en juillet. Pour la période 1991-2020, la température moyenne annuelle observée sur la station météorologique la plus proche, située sur la commune d'Athis-Val de Rouvre à 11 km à vol d'oiseau, est de 10,6 °C et le cumul annuel moyen de précipitations est de 944,7 mm,. Pour l'avenir, les paramètres climatiques de la commune estimés pour 2050 selon différents scénarios d’émission de gaz à effet de serre sont consultables sur un site dédié publié par Météo-France en novembre 2022.

## Urbanisme

### Typologie
Au 1er janvier 2024, Saint-Pierre-d'Entremont est catégorisée commune rurale à habitat dispersé, selon la nouvelle grille communale de densité à sept niveaux définie par l'Insee en 2022.
Elle est située hors unité urbaine. Par ailleurs la commune fait partie de l'aire d'attraction de Flers, dont elle est une commune de la couronne,. Cette aire, qui regroupe 38 communes, est catégorisée dans les aires de 50 000 à moins de 200 000 habitants,.

### Occupation des sols
L'occupation des sols de la commune, telle qu'elle ressort de la base de données européenne d’occupation biophysique des sols Corine Land Cover (CLC), est marquée par l'importance des territoires agricoles (83,6 % en 2018), en diminution par rapport à 1990 (90,7 %). La répartition détaillée en 2018 est la suivante : 
terres arables (41,3 %), prairies (38,6 %), zones urbanisées (11,3 %), forêts (5,1 %), zones agricoles hétérogènes (3,7 %). L'évolution de l’occupation des sols de la commune et de ses infrastructures peut être observée sur les différentes représentations cartographiques du territoire : la carte de Cassini (XVIIIe siècle), la carte d'état-major (1820-1866) et les cartes ou photos aériennes de l'IGN pour la période actuelle (1950 à aujourd'hui).

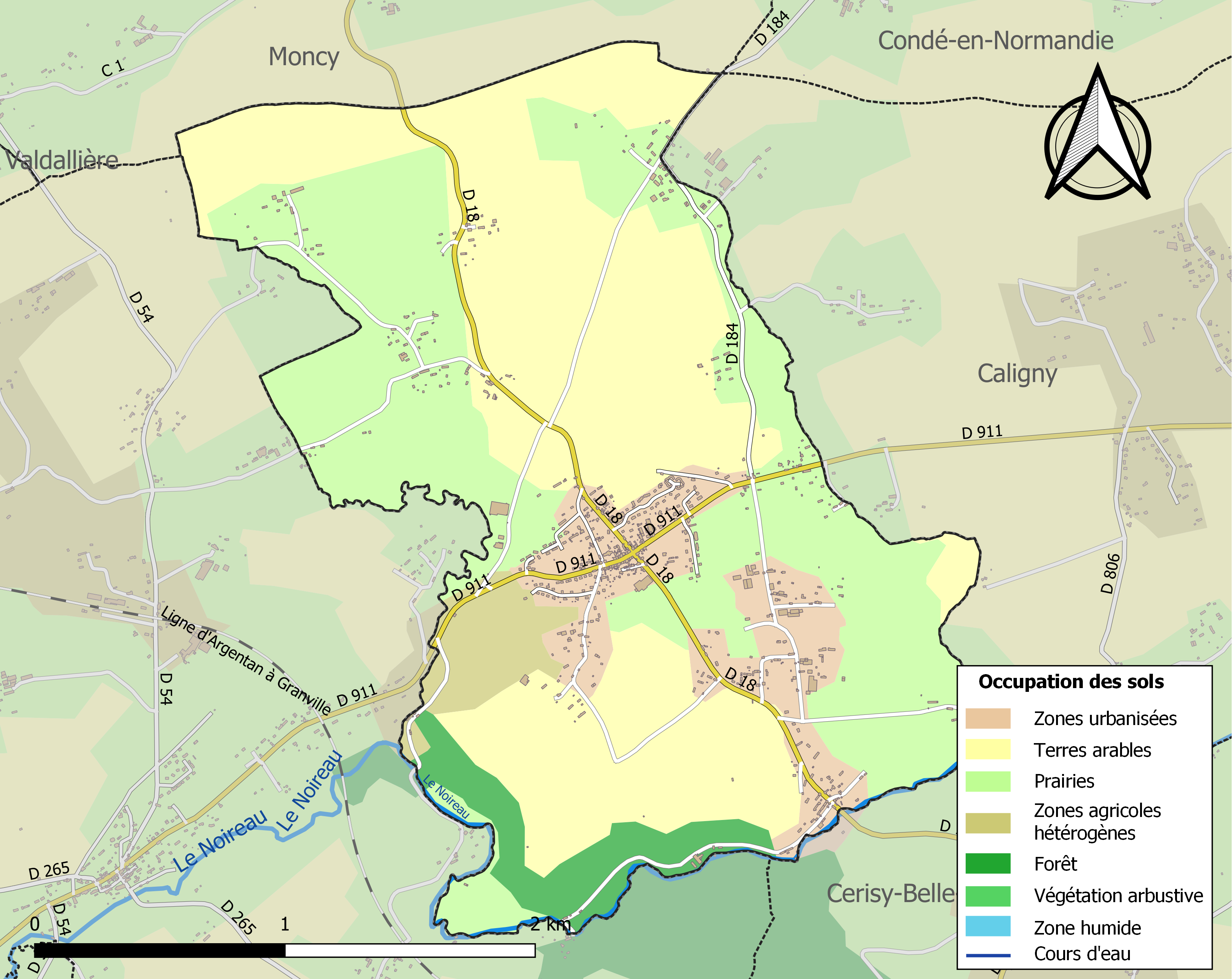
Carte des infrastructures et de l'occupation des sols de la commune en 2018 (CLC).

## Toponymie
Le nom de la localité est attesté sous les formes Sanctus Petrus inter Montes en 1050.
La paroisse est dédiée à l'apôtre Pierre. Pour Entremont, René Lepelley confirme ce qui peut apparaitre comme une évidence : « entre les monts ». Il s'agit d'un lieu-dit au sud-est du territoire dont la topographie correspond à cette description.
Le gentilé est Entremontais.

## Histoire
- Présence romaine[24],[25].

## Politique et administration
| Période                                  | Période  | Identité         | Étiquette | Qualité             |
| ---------------------------------------- | -------- | ---------------- | --------- | ------------------- |
| 1998                                     | mai 2020 | Michèle Lainé    | SE        | Mère au foyer       |
| mai 2020                                 | En cours | Christian Duriez | SE        | Cadre à Flers Agglo |
| Les données manquantes sont à compléter. |          |                  |           |                     |

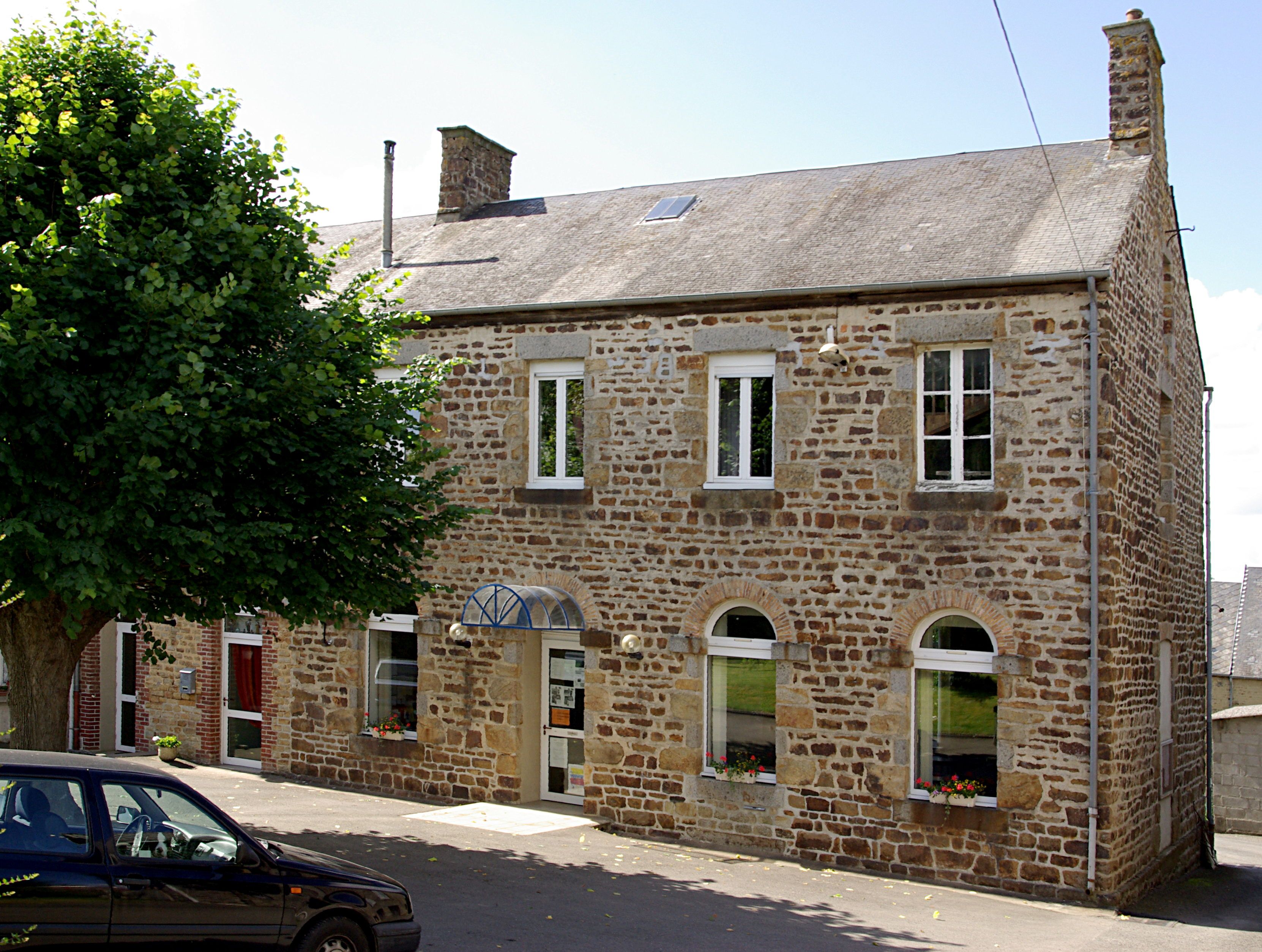
La mairie.

Le conseil municipal est composé de quinze membres dont le maire et trois adjoints.

## Démographie
L'évolution du nombre d'habitants est connue à travers les recensements de la population effectués dans la commune depuis 1793. Pour les communes de moins de 10 000 habitants, une enquête de recensement portant sur toute la population est réalisée tous les cinq ans, les populations de référence des années intermédiaires étant quant à elles estimées par interpolation ou extrapolation. Pour la commune, le premier recensement exhaustif entrant dans le cadre du nouveau dispositif a été réalisé en 2007.
En 2022, la commune comptait 659 habitants, en évolution de −5,86 % par rapport à 2016 (Orne : −3,21 %, France hors Mayotte : +2,11 %).
Saint-Pierre-d'Entremont a compté jusqu'à 1 522 habitants en 1846.
| 1793  | 1800  | 1806  | 1821  | 1831  | 1836  | 1841  | 1846  | 1851  |
| ----- | ----- | ----- | ----- | ----- | ----- | ----- | ----- | ----- |
| 1 037 | 1 100 | 1 100 | 1 195 | 1 253 | 1 378 | 1 514 | 1 522 | 1 441 |

| 1856  | 1861  | 1866  | 1872  | 1876  | 1881  | 1886  | 1891  | 1896 |
| ----- | ----- | ----- | ----- | ----- | ----- | ----- | ----- | ---- |
| 1 474 | 1 512 | 1 429 | 1 336 | 1 291 | 1 192 | 1 100 | 1 028 | 740  |

| 1901 | 1906 | 1911 | 1921 | 1926 | 1931 | 1936 | 1946 | 1954 |
| ---- | ---- | ---- | ---- | ---- | ---- | ---- | ---- | ---- |
| 658  | 628  | 637  | 608  | 590  | 556  | 568  | 611  | 576  |

| 1962 | 1968 | 1975 | 1982 | 1990 | 1999 | 2006 | 2007 | 2012 |
| ---- | ---- | ---- | ---- | ---- | ---- | ---- | ---- | ---- |
| 625  | 558  | 527  | 585  | 597  | 677  | 696  | 699  | 717  |

| 2017 | 2022 | - | - | - | - | - | - | - |
| ---- | ---- | - | - | - | - | - | - | - |
| 687  | 659  | - | - | - | - | - | - | - |

## Économie
- Agriculture et élevage.

## Lieux et monuments
- Érigée au XIXe siècle, l'église Saint-Pierre-et-Saint-Paul perdit son clocher lors de la tempête de 1999. Il fut remonté en 2001.

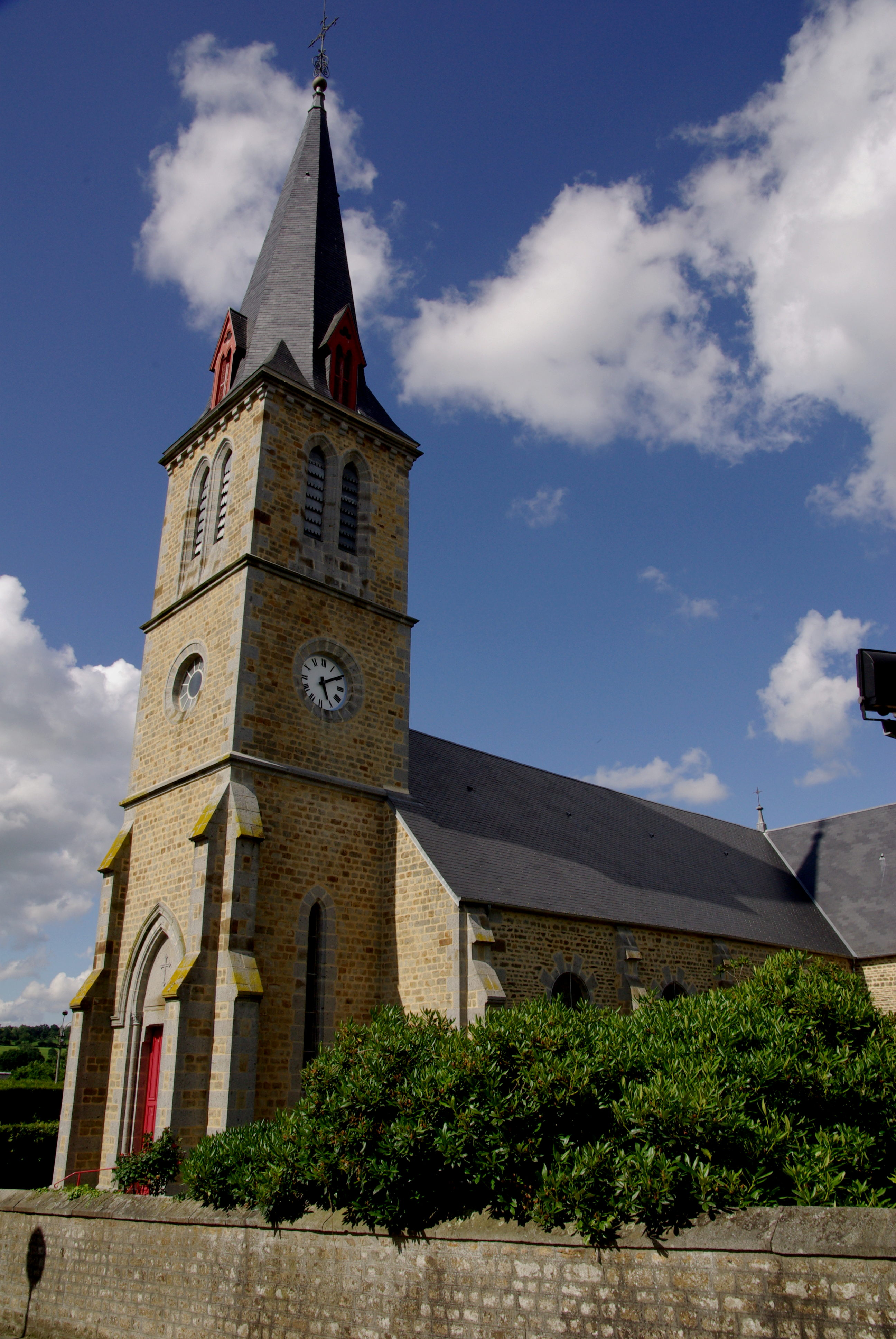
L'église Saint-Pierre-et-Saint-Paul.
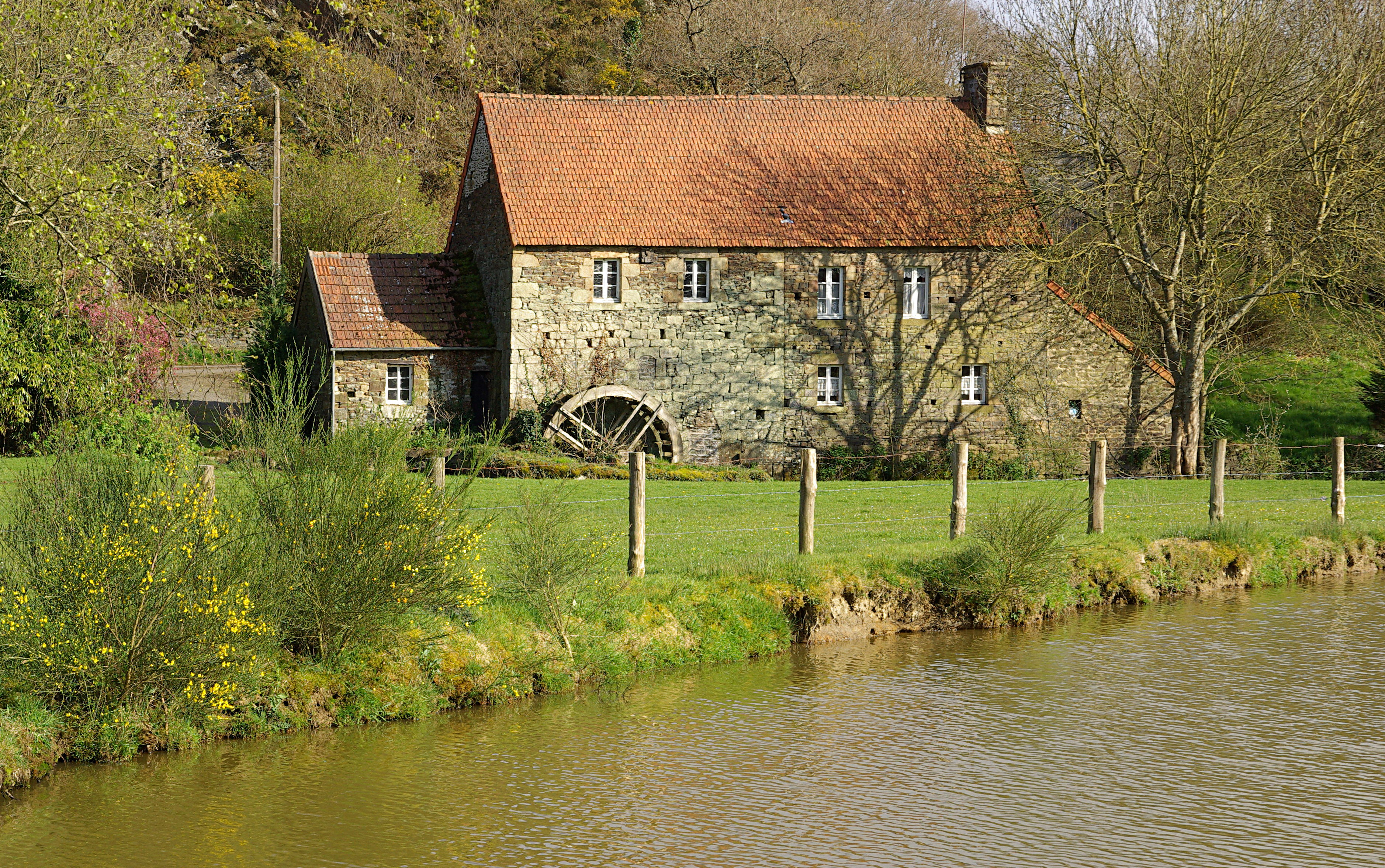
Le moulin sur le Noireau au lieu-dit les Rochettes.